# Łyczaków (Lwów)
Łyczaków (ukr. Личаків) – dzielnica Lwowa znajdująca się w granicach rejonu łyczakowskiego, na wschód od Śródmieścia.
Nazwa Łyczaków pochodzi od nazwiska jej założyciela Lützenhofa.

## Zabytki
- Cerkiew św. Jerzego we Lwowie
- Cmentarz Łyczakowski we Lwowie
- Cmentarz Orląt Lwowskich
- Kościół św. Antoniego we Lwowie
- Kościół Serca Pana Jezusa i klasztor Franciszkanek we Lwowie
- Kościół Matki Boskiej Ostrobramskiej we Lwowie
- Kościół śś. Piotra i Pawła we Lwowie